# Martin Haushofer
Martin Haushofer (* 15. März 1936 in Berlin; † 2. Mai 1994 in München) war ein deutscher Politiker (CSU).
Der Sohn von Heinz Haushofer besuchte die Volksschule in Fischen am Ammersee und erreichte die mittlere Reife in Neubeuern am Inn. Er machte die Landwirtschaftslehre mit Gehilfenprüfung an der höheren Landbauschule Witzenhausen und studierte Agrarwissenschaft in Bonn und Weihenstephan, er erreichte 1961 das Diplom und promovierte im Bereich Wirtschafts- und Sozialwissenschaften an der Universität Hohenheim. Seit 1958 war er Mitglied des Corps Palatia Bonn. 1965 übernahm er den elterlichen Betrieb, den Hartschimmelhof in der Gemeinde Pähl. Im gleichen Jahr wurde er Sachverständiger auf internationaler und nationaler Ebene. Er war Mitarbeiter in berufsständischen Organisationen.
Er heiratete in erster Ehe Veronika Stöckinger (* 2. November 1940; ihre gemeinsame Tochter ist Alexandra von Schönberg geb. Haushofer [* 7. Januar 1965]) und am 10. Mai 1968 in zweiter Ehe Renate von Lüttichau (* 21. Dezember 1940).
Haushofer war von 1978 bis 1984 Gemeinderat in Pähl und ab 1978 Kreisrat im Landkreis Weilheim-Schongau. Am 2. Juli 1984 rückte er für Friedrich Harrer in den Bayerischen Landtag nach, in dem er bis 1986 saß. Am 14. September 1987 rückte er wieder nach, diesmal für Hans Eisenmann. Bei der Landtagswahl 1990 wurde er schließlich direkt gewählt im Stimmkreis Weilheim-Schongau, jedoch verstarb er kurz vor Ende der Wahlperiode.